# Tajmira
Tajmira (rus. Таймыра) je rijeka u Krasnojarskom kraju, Rusija. Nalazi se u sredini poluotoka Tajmir. Duga je oko 840 km, s površinom porječja od  124,000 km2.
Tajmira je najsjeverniji riječni sustav te veličine ili veći, najveća rijeka čiji je slijev potpuno sjeverno od Arktičkog kruga, a također i najveći sa slivom koji u potpunosti leži iznad polarne linije drveća.

## Tok rijeke
- Gornja Tajmira (Verkhnyaya Taymyra) utječe u jezero Tajmir sa zapada i najveća je rijeka koja utječe u jezerski bazen. Duljina mu je 567 km[5] računajući 68 km dionice glavne rijeke koja izvire (rus. Первая Голова Таймыры). Njena glavna pritoka je Logata, koja dolazi s desne strane. Duljina njegovog toka u jezeru Tajmir je 86 km.
- Donja Tajmira (Nizhnyaya Taymyra) teče iz jezera Tajmir prema sjeveru preko planinskog područja Biranga u Tajmirski zaljev. Duljina mu je 187 km.[4] Ušće rijeke tvori estuarij gdje se njene vode spajaju s Karskim morem. Donja Tajmira zaledi se krajem rujna ili početkom listopada i u prosjeku ostaje pod ledom do lipnja. Njena glavna pritoka je Šrenk, koja dolazi s lijeve strane.

## Vanjske poveznice
|  | Zajednički poslužitelj ima još gradiva o temi Tajmira |